# Пятилетки СССР

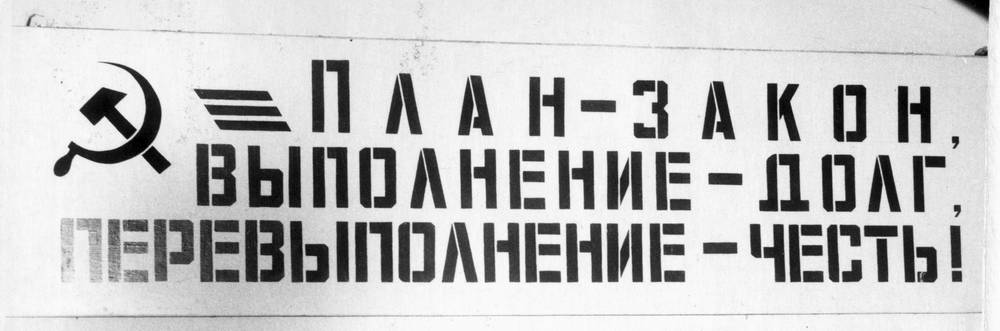
Агитационный плакат о выполнении пятилетнего плана

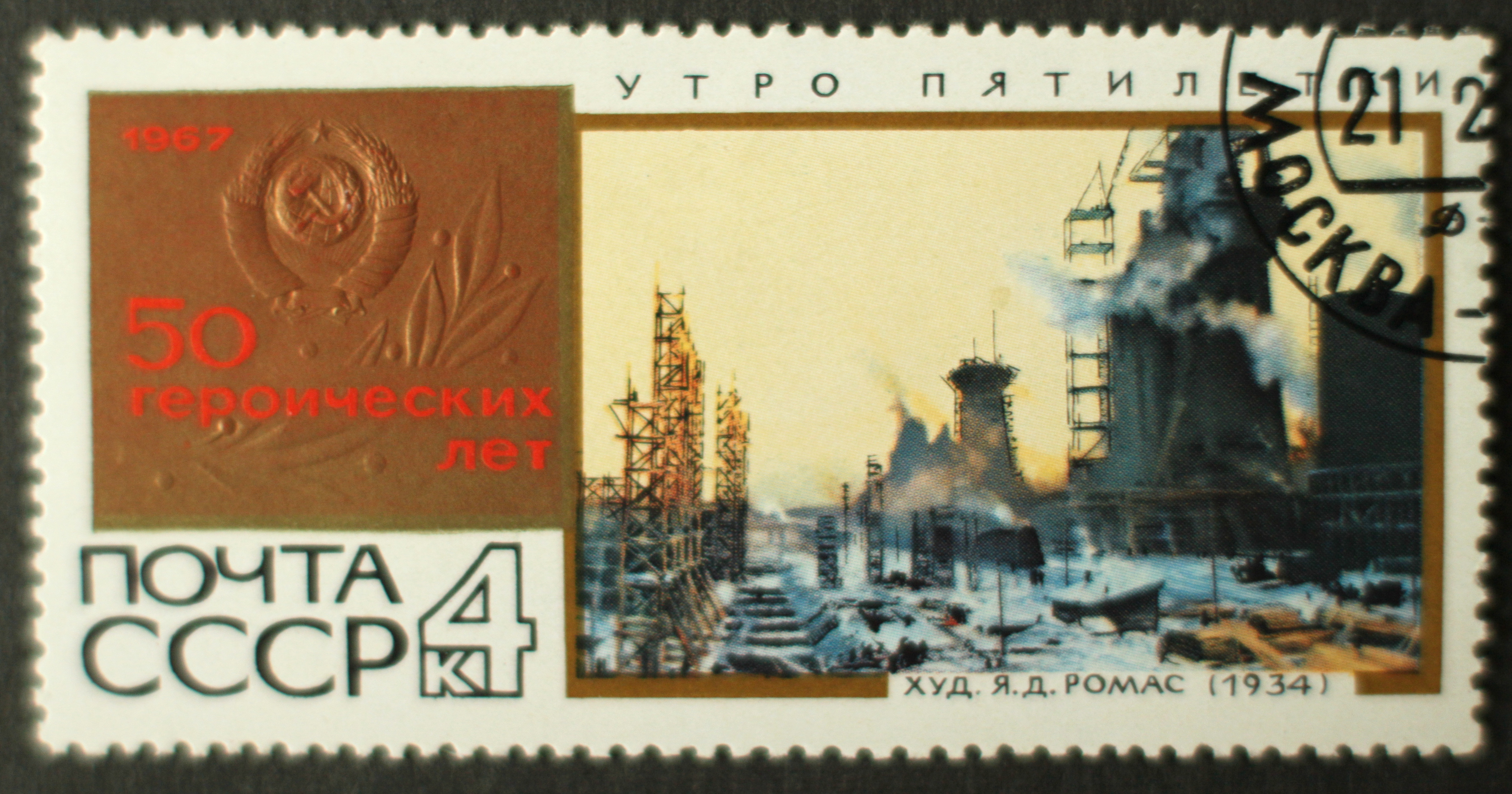
Почтовая марка СССР, посвящённая пятилеткам

Пятилетние планы развития народного хозяйства СССР или «пятилетки» — экономические планы (т. н. пятилетки), предполагавшие быстрое развитие экономики Советского Союза. Разрабатывались централизованно в общенациональном масштабе специально созданным государственным органом (Госплан СССР) под руководством КПСС. Первой пятилетке предшествовала Новая экономическая политика.

## История
Первый пятилетний план (1928—1932) был разработан на основе Директив Пятнадцатого съезда ВКП(б), как продолжение и развитие идей долгосрочного плана ГОЭЛРО. Главная задача 1-й пятилетки состояла в построении фундамента социалистической экономики и укреплении обороноспособности страны. План предусматривал задания и мероприятия, направленные на превращение СССР из аграрной в развитую индустриальную державу, на коллективизацию значительного числа крестьянских хозяйств. Работа по подготовке плана проходила в острой борьбе против троцкистов, отстаивавших лозунг «сверхиндустриализации», и правой оппозиции, требовавшей равнения на «узкие места» в народном хозяйстве, низких темпов развития, особенно отраслей тяжёлой промышленности.
Первая пятилетка началась 1 октября 1928 года: до 1931 года учёт статистики народного хозяйства в СССР вёлся по хозяйственным годам, которые начинались 1 октября. По истечении 1929/30 хозяйственного года был добавлен особый квартал (октябрь — декабрь 1930 года), а уже с 1931 года учёт стали вести по календарным годам (которые начинались 1 января).
Первые пятилетние планы формировались с целью быстрой индустриализации Советского Союза, и, следовательно, основное внимание в них уделялось тяжёлой промышленности. Всего было 13 пятилетних планов.
Несколько пятилетних планов не занимали полностью предусмотренный для них промежуток времени (некоторые были успешно выполнены раньше срока, в то время как другие провалились и остались нереализованными). Первый был принят в 1928, на пятилетний период с 1929 по 1933 год, и был выполнен на год раньше.
В 1959 году на XXI съезде КПСС был принят семилетний план развития народного хозяйства на 1959—1965 годы. В дальнейшем вновь принимались пятилетние планы.
Последний, тринадцатый пятилетний план был рассчитан на период с 1991 по 1995 год и не был выполнен из-за распада Советского Союза в 1991 году и последовавшего за этим перехода к рыночной децентрализованной экономике.

## Список пятилеток
Госплан СССР начал составлять пятилетние планы и контролировать их соблюдение с 1928 года.
| Период реализации | Порядковый номер                                                                               | Наименование документа | Утверждён                                                          |
| ----------------- | ---------------------------------------------------------------------------------------------- | --- | ------------------------------------------------------------------ |
| 1928—1932         | I пятилетний план                                                                              | Директивы по составлению пятилетнего плана развития народного хозяйства                                                   | XV съезд ВКП(б) в 1927; принят V Всесоюзным съездом Советов в 1929 |
| 1933—1937         | II пятилетний план                                                                             | Резолюция «О втором пятилетнем плане развития народного хозяйства СССР»                                                   | XVII съезд ВКП(б) в 1934                                           |
| 1938—1942         | III пятилетний план — сорван началом Великой Отечественной войны                               | Резолюция XVIII съезда ВКП(б) по докладу тов. Молотова                                                                    | XVIII съезд ВКП(б) в 1939                                          |
| 1946—1950         | IV пятилетний план                                                                             | Закон о пятилетнем плане восстановления и развития народного хозяйства (на 1946—1950 годы)                                | первой сессией Верховного Совета СССР 18 марта 1946                |
| 1951—1955         | V пятилетний план                                                                              | Директивы по пятилетнему плану развития народного хозяйства СССР                                                          | XIX съезд КПСС в 1952                                              |
| 1956—1960         | VI пятилетний план — не был завершён, был принят Семилетний план на период с 1959 по 1965 годы | Директивы по пятилетнему плану развития народного хозяйства СССР                                                          | XX съезд КПСС в 1956                                               |
| 1959—1965         | Семилетний план                                                                                | Директивы по семилетнему плану развития народного хозяйства СССР                                                          | XXI съезд КПСС в 1959                                              |
| 1966—1970         | VIII пятилетний план                                                                           | Директивы по пятилетнему плану развития народного хозяйства СССР                                                          | XXIII съезд КПСС в 1966                                            |
| 1971—1975         | IX пятилетний план                                                                             | Директивы по пятилетнему плану развития народного хозяйства СССР                                                          | XXIV съезд КПСС в 1971                                             |
| 1976—1980         | X пятилетний план                                                                              | Основные направления развития народного хозяйства СССР на 1976—1980 гг.                                                   | XXV съезд КПСС в 1976                                              |
| 1981—1985         | XI пятилетний план                                                                             | Основные направления экономического и социального развития СССР на 1981—1985 гг. и на период до 1990 г.                   | XXVI съезд КПСС в 1981                                             |
| 1986—1990         | XII пятилетний план                                                                            | Основные направления экономического и социального развития СССР на 1986—1990 годы и на перспективу до 2000 года           | XXVII съезд КПСС в 1986                                            |
| 1991—1995         | XIII пятилетний план                                                                           | Поручено подготовить на Первом съезде народных депутатов СССР в июне 1989 года. Не был реализован в связи с распадом СССР |                                                                    |